# Mantarō Kubota
Pour les articles homonymes, voir Kubota (homonymie).
Mantarō Kubota (久保田 万太郎), né le 11 novembre 1889 à Tokyo au Japon et décédé d'une intoxication alimentaire à l'âge de 73 ans le 6 mai 1963 dans cette même ville, est un poète, dramaturge et auteur japonais. 

## Biographie
Né dans le quartier d'Asakusa à Tokyo, Kubota est issu d'une famille de marchand de vêtements. Il s'intéresse très jeune au théâtre, en grande partie sous l'influence de sa grand-mère qui le soutient financièrement pour lui permettre de faire des études. Pendant qu'il étudie la littérature à l'université Keiō en 1911, il fait ses débuts littéraires avec une nouvelle, Asagao (« Gloire matinale », 朝顔), et une pièce de théâtre, Yugi (« Jeu », 末枯), qui sont toutes deux publiées dans le journal de l'université. À partir de 1919, Kubota enseigne lui-même la littérature à l'université Keiō.
Kubota commence ensuite à réaliser de longs romans, tels que Tsuyushiba (« Rosée sur l'herbe »), et Shundei (« Dégel du printemps »), qui décrivent les joies et les peines du style de vie traditionnel des gens ordinaires des quartiers populaires du Tokyo d'avant-guerre.
Pendant le grand séisme de Kantō de 1923, son domicile situé dans le quartier de Nippori à Tokyo est détruit par le feu et il se réinstalle dans le quartier de Tabuchi où il fait la connaissance de Ryūnosuke Akutagawa.
En 1926, avec le romancier Masao Kume, il rejoint la station de radiodiffusion centrale de Tokyo (actuelle NHK) et prend plus tard la tête du département d'art dramatique et de musique. Il contribue énormément à la radiodiffusion de pièces de théâtre durant ses débuts.
En 1927, avec Kunio Kishida et Bunroku Shishi, Kubota fonde la compagnie théâtrale Bungakuza et devient une des personnes les plus influentes dans le milieu du théâtre moderne japonais.
De 1942 à 1945, il est président de la Section Art dramatique du "Rassemblement pour une Littérature Japonaise au service de la Patrie" (Nihon bungaku hōkokukai (ja)), organisation créée par le pouvoir militaire de l'époque dans le but d'éliminer la dissidence, et dont il prononce le discours inaugural.
Kubota réside à Kamakura dans la préfecture de Kanagawa de 1945 à 1955. Il s'y rend une première fois après qu'un raid aérien allié a détruit son domicile de Tokyo. Durant ces dix ans, il rencontre beaucoup de lettrés de la ville grâce à son poste de président du PEN club de Kamakura.
Dans le domaine de la poésie haïku, Kubota devient le rédacteur en chef du magazine Shuntō. Bien que le haïku reste un simple passe-temps (il s'intéresse beaucoup plus aux romans et au théâtre), Kubota publie plusieurs recueils.
Il meurt le 6 mai 1963 à l'âge de 73 ans d'une intoxication alimentaire après avoir mangé une palourde akagai lors d'une soirée organisée par Ryūzaburō Umehara.

## Liste des œuvres traduites en français
- 1913 : L’Été qui commence (はつ夏), dans Neuf nouvelles japonaises, nouvelle traduite par Serge Elisséev, G. Van Oest, 1924 (rééditions Le Calligraphe-Picquier, 1984 et Editions Philippe Picquier, 2000).